# Evergreen International Airlines
Evergreen International Airlines war eine US-amerikanische Frachtfluggesellschaft mit Sitz in McMinnville im Bundesstaat Oregon.

## Geschichte
Evergreen wurde 1960 von Delford Smith (Gründer und Eigentümer) als Evergreen Helicopters gegründet. Nach dem Erwerb der Flugzertifikate des Johnson Flying Service wurde die Gesellschaft in Evergreen International Airlines umbenannt. Evergreen befand sich im alleinigen Besitz der 1979 gegründeten Holding Evergreen International Aviation. Außerdem besaß und betrieb Evergreen das Evergreen Aviation & Space Museum, dessen Hauptattraktion das Flugschiff Spruce Goose ist. 
Im November 2013 wurde bekanntgegeben, dass das Unternehmen wirtschaftliche Probleme hat. Der Betrieb sollte jedoch entgegen anders lautenden Presseberichten fortgeführt werden. Am 31. Dezember 2013 beantragte die verschuldete Gesellschaft Insolvenz nach Chapter 7, nachdem Gläubiger ein Gericht angerufen hatten. Chapter 7 sieht eine Liquidation des Unternehmens vor.

## Flugziele
Evergreen flog alle sieben Kontinente mit Schwerpunkt USA, Europa, China und Nahost an. Evergreen war Partner von Luftfahrt-Speditionen, führte aber auch einzelne Frachtcharterflüge durch. Außerdem flog das Unternehmen für das US-Militär sowie für den United States Postal Service. Inlandsflüge führten unter anderem nach Anchorage, New York und Chicago, Ziele internationaler Linienflüge waren beispielsweise Nagoya, Hongkong und Shanghai.

## Flotte

### Flotte bei Betriebseinstellung
Mit Stand Juli 2013 bestand die Flotte der Evergreen International Airlines aus drei Flugzeugen:
- 3 Boeing 747-400F

Die Fluggesellschaft betrieb mit den Evergreen Supertankern – einer umgebauten Boeing 747-132SF bzw. einer -273C – zwei Löschflugzeuge, welche jeweils eine Wasserkapazität von 91 m³ haben und somit dreimal so viel wie das bis dahin größte genutzte Löschflugzeug, einer entsprechend umgerüsteten DC-10. 
Evergreen übernahm darüber hinaus zeitweise den Transport der Flugzeugbauteile, die für die neue Boeing 787 aus der ganzen Welt in die USA geflogen werden. Dafür nutzte die Gesellschaft die eigens für den Transport der Flugzeugteile entwickelten Boeing 747-400LCF Dreamlifter, die seit September 2010 jedoch von Atlas Air für Boeing betrieben werden.

### Zuvor eingesetzte Flugzeuge

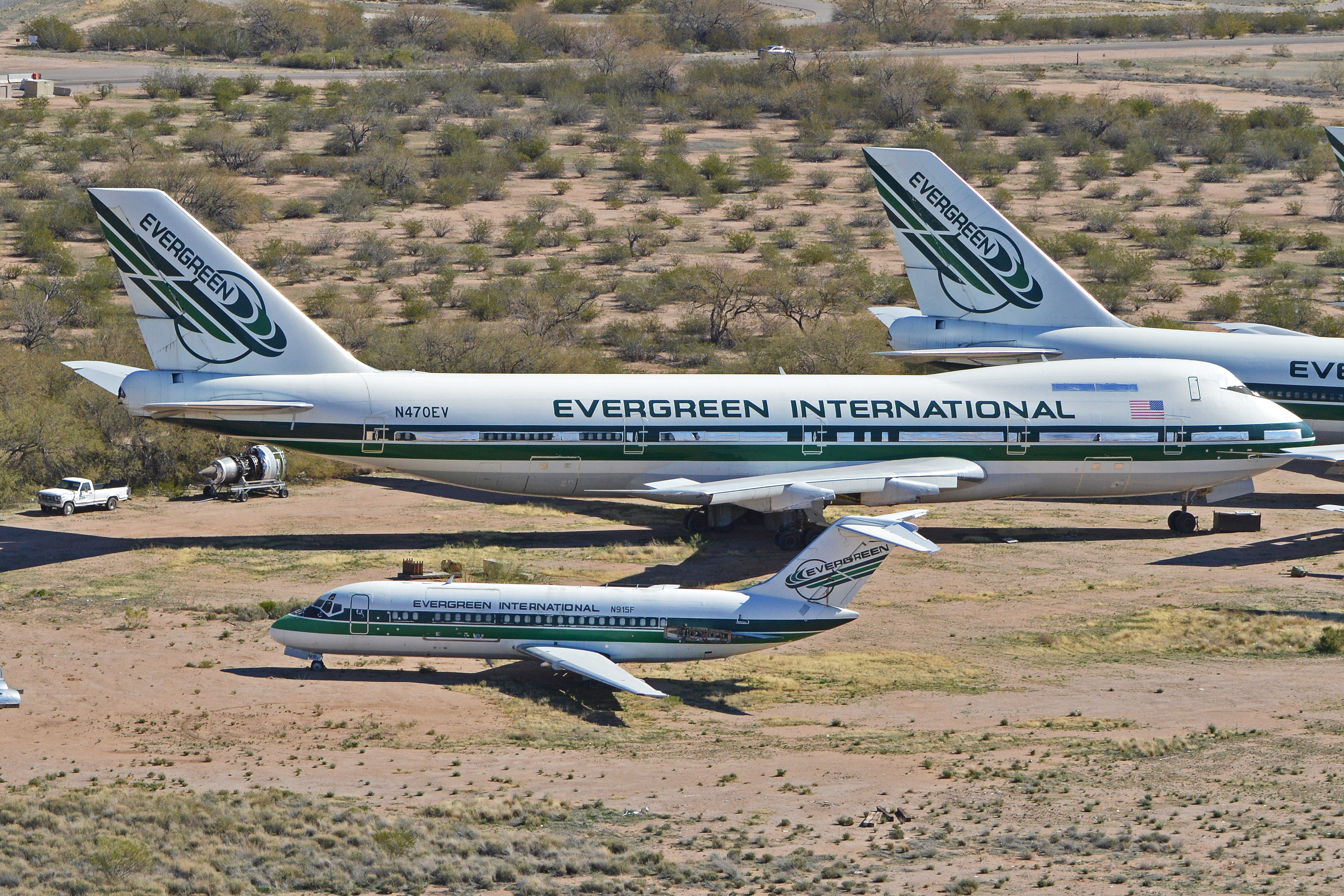
Boeing 747-200 und Douglas DC-9-15 der Evergreen Florida Airlines auf dem Flugplatz Marana

Im Laufe ihres Bestehens betrieb Evergreen International Airlines auch folgende Flugzeugtypen: 

- Beechcraft 1900
- Boeing 727-100
- Boeing 747-100
- Boeing 747-200
- Boeing 747-400
- Boeing 747 Supertanker
- Boeing 757
- Douglas DC-8
- Douglas DC-9-10
- Douglas DC-9-30

## Zwischenfälle
Während der Betriebsgeschichte der Fluggesellschaft ereignete sich ein tödlicher Zwischenfall mit zwei Todesopfern:
- Am 18. März 1989 öffnete sich die Frachttür einer Douglas DC-9-33RC (CF) der Evergreen International Airlines (N931F), kurz nachdem die Maschine von der Carswell Air Force Base gestartet war. Beim Versuch, zur Luftwaffenbasis zurückzukehren, verlor der Kapitän die Kontrolle über die Maschine, die daraufhin bei Saginaw, Texas abstürzte. Die beiden an Bord befindlichen Besatzungsmitglieder kamen ums Leben (siehe auch Evergreen-International-Airlines-Flug 17).